# Jimmy Flemion
Jimmy Flemion es un guitarrista y cantante estadounidense, popular por ser uno de los miembros fundadores de la banda The Frogs junto a su hermano Dennis. En 1996 los hermanos salieron de gira junto a la banda The Smashing Pumpkins en la gira soporte del álbum Mellon Collie and the Infinite Sadness. Formó parte del supergrupo The Last Hard Men junto a Sebastian Bach, Kelley Deal y Jimmy Chamberlin.